# Crossbones
Pour l’article homonyme, voir Crossbones pour la série télévisée.
 (mai 2016).
Si vous disposez d'ouvrages ou d'articles de référence ou si vous connaissez des sites web de qualité traitant du thème abordé ici, merci de compléter l'article en donnant les références utiles à sa vérifiabilité et en les liant à la section « Notes et références ».
Brock Rumlow, alias Crossbones est un super-vilain évoluant dans l'univers Marvel de la maison d'édition Marvel Comics. Créé par le scénariste Mark Gruenwald et le dessinateur Kieron Dwyer (en), le personnage de fiction apparaît pour la première fois dans le comic book Captain America (vol. 1) #359 en octobre 1989.
C'est un ennemi récurrent du héros Captain America.

## Biographie du personnage

### Origines
Brock Rumlow est un mercenaire connu sous le nom de Frag, qui se met au service du terroriste Crâne rouge après avoir attaqué le quartier général d'Arnim Zola, un de ses alliés. Seul survivant, il impressionne Crâne rouge à tel point qu'il le prend à son service et lui donne le nom de Crossbones. Rumlow est depuis lors toujours resté fidèle à l'ancien officier nazi.
Il réapparait sous les ordres de Crâne rouge jusqu'à ce que ce dernier soit assassiné. Il retrouve la fille de ce dernier, Sin et traverse les États-Unis avec elle, provoquant mort et destruction.

### L'assassin
Crossbones est chargé par Crâne rouge d'éliminer Captain America. Lors d'une audience au tribunal, il lui tire dessus avec un fusil de sniper. Tentant de fuir par hélicoptère, il est rattrapé et capturé par le Faucon et Bucky, puis emprisonné par le SHIELD. Pendant sa détention, il est torturé par Wolverine (qui comptait le tuer mais en est dissuadé par Daredevil), puis scanné par le Professeur Xavier à la recherche d'informations sur son commanditaire. Xavier découvre alors que la mémoire de Crossbones a été partiellement effacée, pour éviter ce genre d'interrogatoire. Le responsable de cela pourrait être le Docteur Faustus.
Quelque temps plus tard, il est libéré de sa prison par Sin, à la tête d'un nouvel Escadron Serpent (la Vipère, le Cobra et l'Anguille). Ils affrontent Bucky et la Veuve noire. Dans l'affrontement, Crossbones est blessé par balles et de nouveau arrêté.

### Membre des Thunderbolts
Incarcéré au Raft désormais dirigé par US Agent et Luke Cage, on proposa à Crossbones une place dans la nouvelle équipe des Thunderbolts. Lors de sa première mission, il est exposé aux vapeurs des cristaux terragènes et développe une mutation (son visage génère un halo de flammes). Il tente de s'échapper mais est arrêté par Luke Cage, et remis derrière les barreaux.

## Pouvoirs et capacités
Avant son exposition aux brumes tératogènes, Crossbones était un humain possédant des capacités physiques extrêmes.
Combattant au corps à corps expérimenté, il apprécie tout autant les arts martiaux que le combat de rue. Il est également un expert dans le maniement des armes blanches, spécialement l'arbalète, la dague de jet ou encore le stylet.

## Apparitions dans d'autres médias
Sauf indication contraire, les informations mentionnées dans cette section peuvent être confirmées par la base de données cinématographiques IMDb,  présente dans la section « Liens externes ».

### Cinéma

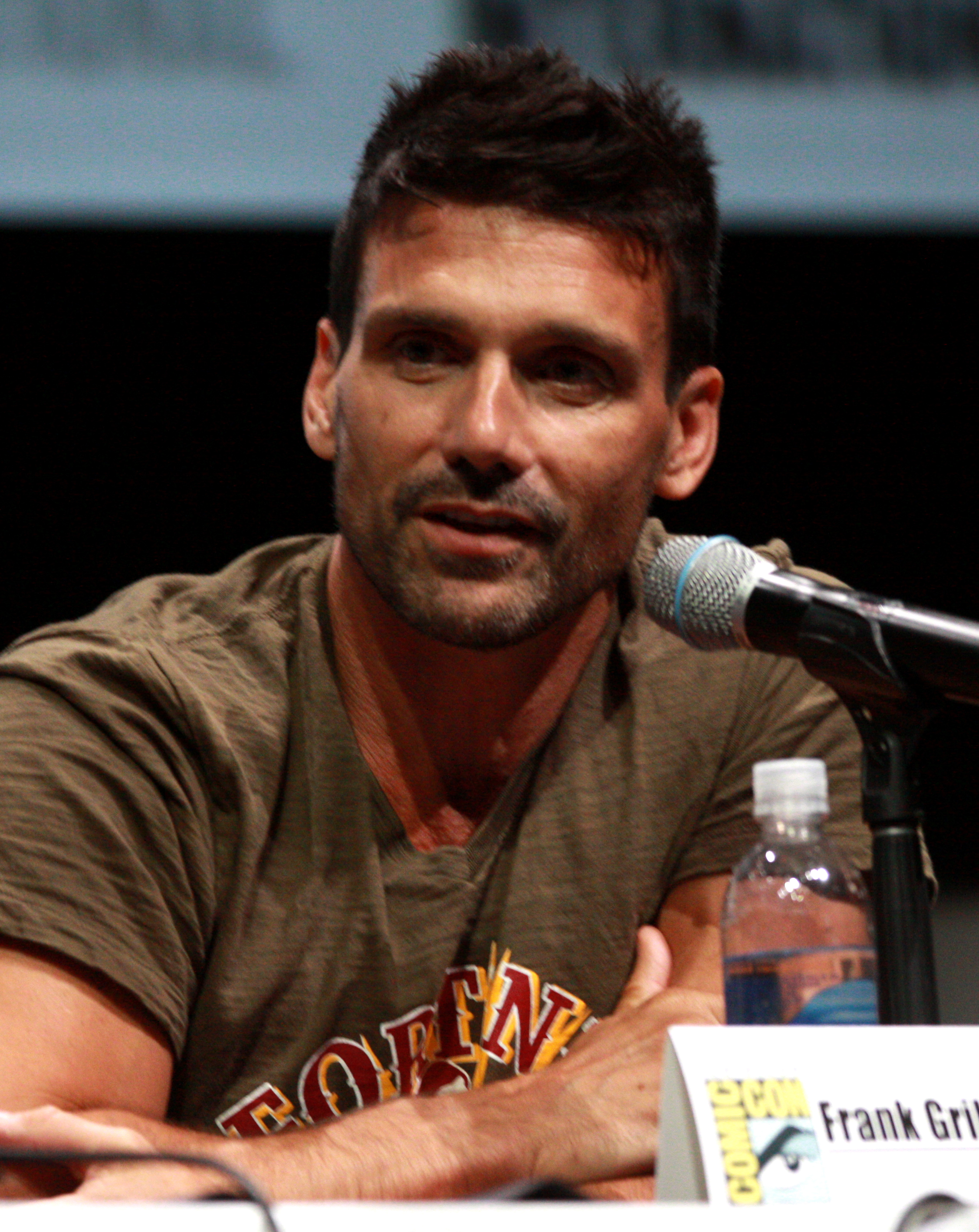
L'acteur Frank Grillo incarne Brock Rumlow / Crossbones dans les films Captain America : Le Soldat de l'hiver, Captain America: Civil War et Avengers: Endgame.

Interprété par Frank Grillo dans l'univers cinématographique Marvel
- 2014 : Captain America : Le Soldat de l'hiver réalisé par les frères Anthony et Joe Russo.
 Présenté uniquement sous son identité civile de Brock Rumlow, il est un agent du SHIELD mais se révèle finalement être un agent double d'HYDRA, travaillant sous les ordres du traître Alexander Pierce et le Soldat de l'hiver[1].
- 2016 : Captain America: Civil War[2] réalisé par les frères Anthony et Joe Russo.
 Après la chute du SHIELD, Rumlow est entièrement défiguré et porte l'équipement de Crossbones. Les Avengers le repèrent à Lagos ou il tente de récupérer un échantillon biochimique. Après un combat contre Captain America, il active une ceinture contenant des explosifs afin de se suicider en emportant dans la mort son ennemi juré. Grâce à ses pouvoirs, la Sorcière rouge projette Crossbones dans les airs mais le dirige par mégarde vers un immeuble, causant ainsi de nombreuses victimes collatérales lors de l'explosion.
- 2019 : Avengers: Endgame réalisé par les frères Anthony et Joe Russo.
Steve Rogers récupère le sceptre de Loki en faisant croire à son ancienne équipe du STRIKE — menée par Brock Rumlow et Jasper Sitwell, hauts membres d'HYDRA — qu'il est des leurs et agit sur ordre d'Alexander Pierce, secrétaire du Conseil de sécurité mondial et chef d'HYDRA.
- 2021 : What If...? (série télévisée d'animation)

### Télévision
- 2013 : Avengers Rassemblement (série d'animation) – Pour une mission d'infiltration, Captain America s'est déguisé en Crossbones[3].
- 2014 : Marvel Disk Wars: The Avengers (série d'animation)
- 2016 : Ultimate Spider-Man (série d'animation)